# Daniele Pietropolli
Daniele Pietropolli (Bussolengo, Italia, 11 de julio de 1980) es un ciclista italiano que fue profesional desde 2003 hasta 2013.
Daniele Pietropolli pasó al profesionalismo en 2003 con el equipo Tenax, que después se fusionó con el equipo LPR Brakes en 2008. Ganó su primera gran victoria en 2008, ganando el Giro de Reggio Calabria.

## Palmarés
2008
- Giro de Reggio Calabria, más 1 etapa

2009
- Giro de la Provincia de Grosseto, más 1 etapa
- Semana Lombarda

2011
- Giro de Reggio Calabria, más 1 etapa
- Trofeo Laigueglia[1]

## Resultados en Grandes Vueltas
| Carrera | Carrera         | 2003 | 2004 | 2005 | 2006 | 2007 | 2008 | 2009 | 2010 | 2011 | 2012 | 2013 |
| ------- | --------------- | ---- | ---- | ---- | ---- | ---- | ---- | ---- | ---- | ---- | ---- | ---- |
|         | Giro de Italia  | 66.º | 79.º | —    | —    | —    | 57.º | 94.º | —    | —    | 91.º | 80.º |
|         | Tour de Francia | —    | —    | —    | —    | —    | —    | —    | —    | —    | —    | —    |
|         | Vuelta a España | —    | —    | —    | —    | —    | —    | —    | 61.º | —    | —    | —    |

—: no participa
Ab.: abandono